# Два года, восемь месяцев и двадцать восемь ночей
Два года, восемь месяцев и двадцать восемь ночей — фэнтезийный роман британского писателя индийского происхождения Салмана Рушди, опубликованный Jonathan Cape в 2015 году.

## Сюжет
Действие романа происходит в ближайшем будущем в Нью-Йорке. В нём повествуется о джиннах и рассказывается история принцессы джиннов и её потомков во время «странностей». После сильного шторма щели между миром джиннов и миром людей открываются, и возникают странные явления, когда тёмные джинны вторгаются на Землю. Таким образом, принцессе джиннов и её детям приходится сражаться, чтобы защитить Землю и людей от них, Великих Ифритов. Всё это время великий философ Аверроэс (Ибн Рушд) и знаменитый богослов Аль-Газали ведут философский спор о разуме и Боге.

## Заголовок
Название является отсылкой к 1001 ночи, которые Шахерезада провела, рассказывая истории из ближневосточной «Книги тысячи и одной ночи».

## Критика
В рецензии на книгу в The Guardian Эрика Вагнер сказала, что это «замечательный» роман, и похвалила Рушди: «Тёмные удовольствия, которые рождаются в его воображении в этом романе, обладают той завораживающей энергией, которая отличала величайших рассказчиков со времён Шахерезады». Также в The Guardian Урсула К. Ле Гуин хвалит роман за «яркие краски, […] неистовство, юмор и потрясающую изюминку» и «фрактальное воображение» Рушди.